# Úřad pro technickou normalizaci, metrologii a státní zkušebnictví
Úřad pro technickou normalizaci, metrologii a státní zkušebnictví (zkráceně ÚNMZ) je správní úřad České republiky, který je podřízen Ministerstvu průmyslu a obchodu České republiky. Úřad byl zřízen zákonem č. 20/1993 Sb., o zabezpečení výkonu státní správy v oblasti technické normalizace, metrologie a státního zkušebnictví.
Zabezpečuje úkoly vyplývající z usnesení vlády č. 631 ze dne 9. listopadu 1994, o zajištění procesu integrace ČR do EU včetně harmonizace právního řádu s EU a sbližování technický předpisů a norem z EU.
- Zodpovídá za zabezpečování tvorby, vydávání a řádné distribuce českých technických norem, normalizačních dokumentů a publikací
- řídí a zabezpečuje státní metrologii podle zákona o metrologii,
- autorizuje organizace k výkonům v oblasti státní metrologie a k úřednímu měření,
- uznává zahraniční certifikáty o schválení typu, uznává ověření měřidla pro ČR, které bylo ověřeno v zahraničí,
- rozhoduje o pokutách za porušení předpisů o metrologii,
- rozhoduje o vyjmutí měřidla z působnosti metrologické kontroly,
- vyhlašuje a schvaluje státní etalony,
- schvaluje předpisy v oblasti bezpečnosti při měření a také schvaluje metrologické technické předpisy,
- stanovuje seznam měřidel podléhající státní metrologické kontrole, tzv. Výměr o stanovených měřidlech,
- přiděluje kalibrační značku střediskům kalibrační služby,
- rozhoduje o opravných prostředcích proti rozhodnutí Českého metrologického institutu.

K zabezpečení tvorby, vydávání a distribuce technických norem zřídil ÚNMZ od 1. ledna 2018 samostatnou organizaci, Českou agenturu pro standardizaci, a to podle zákona č. 265/2017 Sb., kterým se mění zákon č. 90/2016 Sb., o posuzování shody stanovených výrobků při jejich dodávání na trh, a zákon č. 22/1997 Sb., o technických požadavcích na výrobky a o změně a doplnění některých zákonů, ve znění pozdějších předpisů.